# La Juive
La Juive è un grand opéra in cinque atti di Jacques Fromental Halévy, su libretto di Eugène Scribe.
La prima rappresentazione ebbe luogo all'Opéra di Parigi nel 1835. Fu tra l'altro l'ultima opera interpretata, prima della sua morte, da Enrico Caruso, al Metropolitan di New York nel 1920.

## L'opera
La Juive (in italiano L'ebrea) è una delle opere più rappresentative del "Grand Opéra à la française" Il libretto è di Eugène Scribe. Risponde all'estetica allora in voga all'Opéra di Parigi, per cui l'opera fu creata: un'azione dispiegata in cinque atti che presentano situazioni spettacolari (come il concilio di Costanza del 1414), trattando altresì il tema delle grandi passioni, combinate a interessi storici, la possibilità di includere grandi tableau e un balletto in decorazioni variate e in mezzo a molti effetti speciali e comparse.
Sul piano musicale, La Juive è soprattutto conosciuta per l'aria Rachel, quand du Seigneur, scritta per il tenore Adolphe Nourrit, che alla prima interpretava il ruolo di Eléazar e per l'aria Si la rigueur et la vengeance scritta per Basso. Il ruolo di Rachel, sua figlia, era interpretato da Marie-Cornélie Falcon.

### Personaggi e interpreti della prima rappresentazione
| Ruolo                              | Registro vocale     | Interprete                                                 |
| ---------------------------------- | ------------------- | ---------------------------------------------------------- |
| Rachel                             | soprano             | Marie-Cornélie Falcon                                      |
| Éléazar                            | tenore              | Adolphe Nourrit                                            |
| Léopold                            | tenore              | Marcelin Lafont                                            |
| Eudoxie                            | soprano             | Julie Dorus-Gras                                           |
| Cardinale di Brogni                | basso               | Nicolas-Prosper Levasseur                                  |
| Ruggiero                           | baritono            | Henri-Bernard Dabadie                                      |
| Albert L'ufficiale dell'imperatore | basso               | Alexandre Prévost                                          |
| Un araldo                          | baritono            | Prosper Dérivis                                            |
| Tre uomini del popolo              | un basso due tenori | Ferdinand Prévôt Jean-Étienne-Auguste Massol Alexis Dupont |
| Un membro del Sant'Uffizio         | basso               | Charles-Louis Pouilley                                     |
| Un maggiordomo                     | baritono            | François-Alphonse Hens                                     |

## Trama

### Atto 1
A Costanza, il giorno di Pasqua si apre il Grande Concilio: la folla uscita dalla funzione religiosa viene istigata da Ruggiero a scagliarsi contro Éléazar, un gioielliere ebreo che invece di riposare nel giorno di festa dei cristiani sta ancora lavorando. L'uomo viene condotto sulla pubblica piazza, con la figlia Rachel, per essere condannato a morte. Il linciaggio viene bloccato in tempo dal Cardinale Brogni, presidente del Concilio: il prelato riconosce Éléazar, che aveva già conosciuto nel periodo in cui viveva a Roma, prima ancora di prendere i voti in seguito alla morte della moglie e della figlia in un incendio. Nonostante l'ostilità e la diffidenza di Éléazar, il cardinale ordina la liberazione dei due prigionieri che ritornano in casa.

Sgomberata la scena, torna a Costanza il principe Léopold, sotto le mentite spoglie di Samuel, pittore ebreo. Egli ama, riamato, Rachel, ed è giunto per chiederle un colloquio da solo a sola: la ragazza gli propone di partecipare la sera stessa alla celebrazione della Pasqua ebraica in casa del padre.
Un'ulteriore aggressione ai danni di Éléazar e Rachel viene bloccata da Léopold stesso, nel momento in cui la folla si accalcava sulla pubblica piazza per assistere alla sfilata del corteo dell'Imperatore: il suo capo delle guardie, Albert, lo riconosce e arresta la furia della folla. Rachel inizia a sospettare qualcosa sulla vera identità dell'amato.

### Atto 2
A casa di Éléazar si sta festeggiando la Pasqua ebraica: i presenti sussultano quando sentono qualcuno bussare alla porta, e, temendo ritorsioni dei cristiani, alcuni si nascondono o fuggono. Éléazar tuttavia si tranquillizza: si tratta di una visita notturna della principessa Eudoxie, sua cliente, nonché promessa sposa di Léopold, venuta a chiedere al gioielliere di incidere le loro iniziali su un monile che intende offrirgli come pegno di nozze. Léopold rimane ad origliare il colloquio tra i due, e sente il rimorso per il tradimento nei confronti della promessa sposa.

Congedata la principessa, Éléazar si accorge del turbamento del finto Samuel, e conclusa la preghiera, lo congeda e rientra nelle sue stanze. Rachel, che aveva tuttavia dato a Léopold appuntamento la sera stessa, rimane sveglia in sua attesa: i dubbi della ragazza sono confermati dalla confessione dell'amato, che le rivela la sua vera religione. Léopold tuttavia le propone di fuggire con lei da Costanza, ma il loro colloquio è interrotto dal risveglio di Éléazar, e anche il gioielliere viene messo al corrente della verità: dapprima irato, Éléazar si placa alle suppliche della figlia, fino ad acconsentire alle nozze tra i due, ma Léopold rifiuta il matrimonio, rifiutando di fornire spiegazioni, e fugge, inseguito da Rachel mentre Éléazar cade privo di sensi.

### Atto 3
Nel palazzo della principessa, Eudoxie attende sia il gioiello da Éléazar sia il ritorno di Léopold: nel frattempo, un maggiordomo le annuncia che una donna ha chiesto un colloquio privato con lei. La donna è Rachel che, dopo aver spiato l'ingresso di Léopold nel palazzo, chiede alla principessa di poterla assistere come damigella in occasione della festa che ha preparato per la vittoria di Léopold sui seguaci di Jan Hus. Eudoxie, seppur perplessa, accetta la richiesta della sconosciuta.

Durante i festeggiamenti, cui presenzia anche il cardinale Brogni, Eudoxie riceve finalmente da Éléazar il gioiello commissionato, e lo dona come offerta matrimoniale a Léopold: a quel punto Rachel si rivela, afferrando il gioiello, e rivelando a tutti la sua relazione con il finto Samuel. Léopold, colto dal rimorso, non si difende, causando lo sdegno di tutti: le leggi di Costanza infatti vietano una relazione tra ebrei e cristiani, pena la morte. Il cardinale Brogni quindi ordina l'arresto di Léopold, Rachel e dello stesso Éléazar, che difende la figlia e accusa i cristiani di essere pronti a punire solamente gli ebrei e non i loro correligionari anche nei casi di manifesta colpevolezza.

### Atto 4
In carcere, Rachel riceve la visita di Eudoxie: benché tradita, la donna le chiede pietà per Léopold. Dapprima vendicativa, Rachel si lascia ammansire dalle preghiere di Eudoxie, e le promette che scagionerà l'amato a costo della sua stessa vita. 
Uscita Eudoxie, Rachel riceve questa volta la visita del Cardinale, cui anticipa già la sua volontà di morire pur di salvare Léopold. Il Cardinale ne rimane profondamente impressionato, e, congedata Rachel, si dimostra intenzionato a salvarle la vita, chiedendo un colloquio ad Éléazar: al gioielliere, il cardinale Brogni propone la salvezza in cambio dell'abiura della religione ebraica. Éléazar rifiuta, sdegnoso, e per far soffrire l'odiato nemico gli rivela di aver assistito personalmente all'incendio che ha ucciso la moglie e la figlia a Roma: tuttavia, il gioielliere si lascia sfuggire che in realtà la figlia è ancora viva, affermando di conoscere il nome dell'ebreo che l'ha salvata e cresciuta. Il Cardinale lo supplica di rivelargli il nome, ma Éléazar rifiuta; uscito il Cardinale, l'ebreo si dimostra dapprima impietosito e sta per rivelargli la verità, ma le grida dei cristiani che invocano la morte dei due prigionieri fa riaccendere il suo odio.

### Atto 5
Sulla pubblica piazza di Costanza, la folla è radunata per assistere alla morte dei due prigionieri ebrei, per cui è preparata una caldaia contenente acqua bollente: solo sul luogo del supplizio Éléazar apprende che Léopold è stato graziato e inviato altrove dall'Imperatore. Rachel, prima di salire al patibolo, saluta per l'ultima volta il padre, il quale le chiede se preferirebbe morire per la sua fede o salvarsi in cambio del battesimo: la ragazza, risoluta, rifiuta di abiurare, e sale sul patibolo. Il momento della vendetta è finalmente arrivato, ed Éléazar rivela a Brogni la verità, dicendo che sa dove si trova sua figlia sopravvissuta all'incendio. Alle domande del Cardinale, Éléazar indica Rachel che viene buttata nella caldaia, e si appresta a seguire la sua sorte salendo al patibolo.

## Discografia parziale
- La Juive - Simone Young/Orchester der Wiener Staatsoper/Wiener Staatsopernchor/Neil Shicoff, 2002 BMG
- La Juive - Antonio de Almeida/José Carreras/Julia Varady/June Anderson/Philharmonia Orchestra, 1989 Philips
- La Juive (brani scelti) - Antonio de Almeida/Martina Arroyo/Anna Moffo/Richard Tucker/Bonaldo Giaiotti/New Philharmonia Orchestra, 1974 RCA

## DVD parziale
- Juive - Sutej/Shicoff/Stoyanova/Ivan, 2003 Deutsche Grammophon